# Свідоме сновидіння
Свідоме сновидіння, також усвідомлений сон, свідоме сновиддя, свідомий сон (СС, фр. rêve lucide, англ. lucid dream ) — це сновидіння, у якому особа розуміє, що спить. У такому сні можливо контролювати свої дії, впливати на навколишній світ та подальший розвиток сюжету сновидіння. Інші назви: ясний, контрольований (керований), творчий (бажаний), прозорий сон, сон знання.
Більшість свідомих сновидінь виникають під час фази швидкого сну. Набуття свідомості може бути спонтанним або в результаті спеціальних методик. Свідомі сни можуть різнитися інтенсивністю переживань, ступенем контролю, довготою тривання та багатьма іншими параметрами.
Не слід плутати цей термін із гіпнагогічним станом.

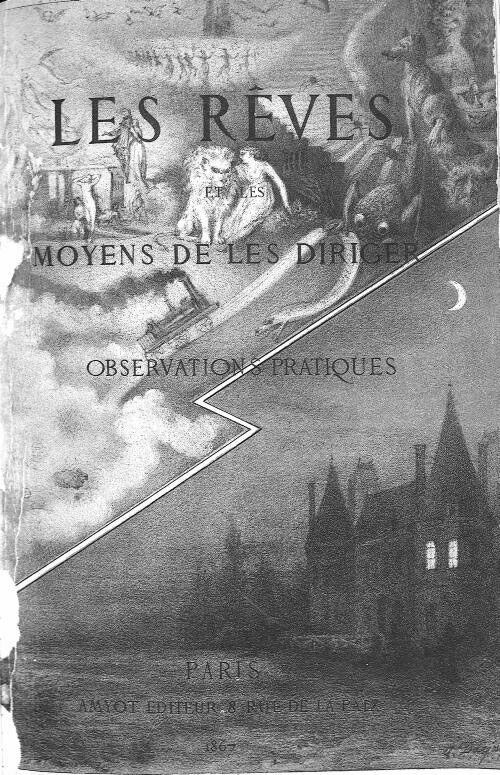
Обкладинка першої книги на тему свідомих сновидінь «Сновидіння і як ними керувати. Практичні спостереження.» маркіза Ерве де Сен-Дені.

## Культура та історія

### Свідомий сон в західній культурі

#### Античність та Середньовіччя

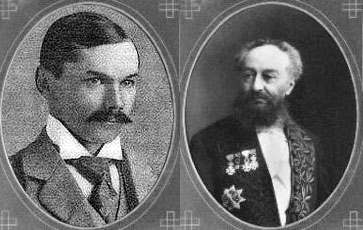
Фредерік ван Ееден і маркіз Ерве де Сен-Дені — піонери свідомих сновидінь.

Перша згадка про явище свідомого сну належить Аристотелю: «Деколи, коли людина спить, дещо в її свідомості дає їй зрозуміти, що все, що відбувається — лише сон».
Перші письмові свідчення про свідомі сновидіння з'явились в V ст. н. е. — у 415 році н. е. у листі Августина Аврелія було вперше описано свідомий сон на основі розповідей Геннадіуса, лікаря з Карфагена. У XIII ст. Фома Аквінський запропонував пояснення свідомого сну, зазначаючи, що це явище зустрічається ближче до його кінця. З XIV по XVI ст. свідчень про свідомих снів немає.

#### Нова та Новітня історії
Термін «rêve lucide» уперше вжив маркіз Ерве де Сен-Дені 1867 року у своїй книзі «Сновидіння і як ними керувати» (фр. «Les rêves et les moyens de les diriger»). Там він описав свою здатність прокидатись під час сновидь, а також направляти їх. Творцем терміну «lucid dream» вважають голландського психіатра і письменника Фредеріка ван Еедена. Ван Ееден визначає ясний сон як сон, у якому мав повну пам'ять свого життя на яві і необмежену свободу дій.

## Явища, пов'язані із свідомим сном

### Досвідомі сновидіння
Досвідомі (передсвідомі) сновидіння (англ. Pre-lucid dream) — термін, вперше введений Селією Ґрін у 1968 році для описання сновидінь, у яких людина має певні сумніви щодо реальності навколишнього світу без повної міри усвідомлення того, що спить.

### Фальшиве пробудження
При фальшивому пробудженні (ФП, англ. false awakening) особі сниться, що вона щойно прокинулась. Зазвичай в таких випадках місце, де знаходиться людина схоже на те, де вона заснула. Якщо особа не розуміє, що насправді спить, то починає робити свої буденні справи. Такої ситуації можна уникнути, якщо привчити себе перевіряти реальність навколишнього світу відразу по пробудженню.
У тому самому сні можуть бути більше одного фальшивих пробуджень. Для прикладу, французький психолог Ів Делаж розповідав про чотири поспіль ФП у своєму сні, а філософ Рассел Бертран заявляв про пережиті один за одним «близько сотні» фальшивих пробуджень за той час, поки приходив до себе після загальної анестезії.
Фальшиве пробудження також можна використовувати як техніку стабілізації свідомого сну.

### Сонний параліч
Сонний параліч — стан, коли параліч м'язів наступає до засинання або після пробудження. Параліч усього тіла зазвичай супроводжується відчуттям жаху, покликати на допомогу чи взагалі що-небудь сказати неможливо. Параліч може також супроводжуватись зоровими, слуховими або тактильними галюцинаціями. Для деяких методів входу у свідоме сновидіння, досягнення стану сонного паралічу є необхідною частиною всього процесу.

### Досвід поза тілом (ДПТ)
Досвід поза тілом (ДПТ, англ. Out of Body Experience, OBE) — змінений стан свідомості, при якому особа переживає відчуття покидання власного тіла і, у деяких випадках, сприймає своє фізичне тіло на відстані (аутоскопія). Кожна десята людина вважає, що переживала подібний стан хоча би раз у житті. Науковці вивчають цей феномен.

## Типи свідомих сновидінь
Залежно від способу досягнення свідомі сни поділяють на два види:
- усвідомлений сон (УС, англ. Dream Initiated Lucid Dream, DILD) — сновидіння, яке починається як звичайне, але потім особа усвідомлює, що спить.
- свідомо розпочатий сон (СРС, англ. Wake Initiated Lucid Dream, WILD) — сновидіння, у яке особа входить зі стану неспання, не втрачаючи при цьому усвідомлення того, що вона спить.

У загальному, УС кількісно переважають СРС; при лабораторному дослідженні, із 76 свідомих сновидінь 72 % виявились усвідомленими, а 28 % — свідомо розпочатими.

## Способи досягнення

### Свідомо розпочатий сон
Методи цього типу полягають в утриманні усвідомленості при переході зі стану неспання в стан сну і дозволяють входити в стан свідомого сну без будь-яких провалів у свідомості. Цю ідею можна втілити багатьма способами. Засинаючи, можна зосереджувати свою увагу на гіпнагогічних образах, візуалізації, своєму диханні, серцебитті, фізичних відчуттях і т. д..

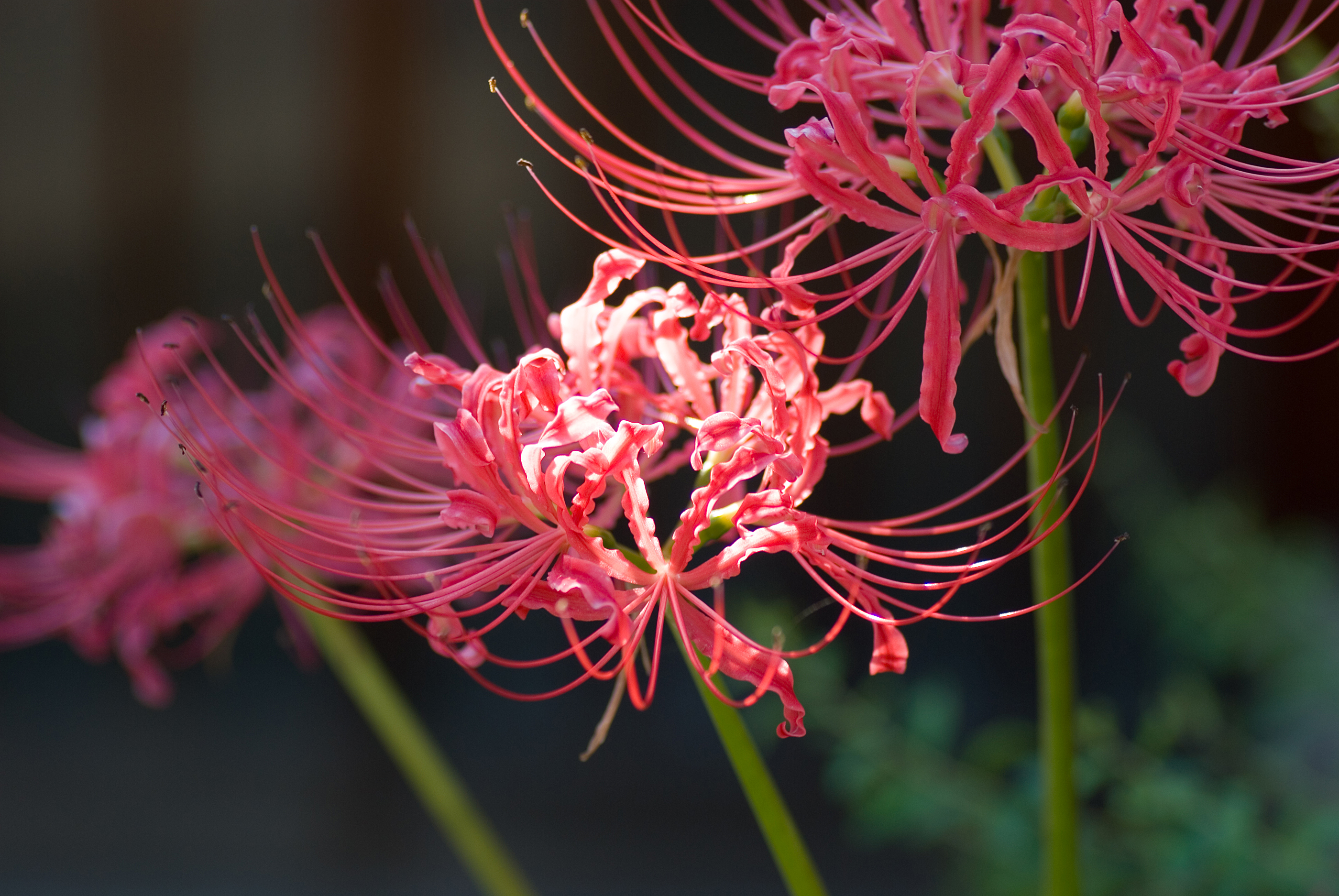
Lycoris radiata (Red spider lily) — одне з джерел галантаміну — алкалоїду, що сприяє виникненню свідомих снів.

### Використання вітамінів та добавок
Метод добавок (англ. Lucid Dream Supplements, LDS) — полягає у вживанні певних вітамінів чи добавок, що продаються без рецепту і допомагають мозку досягти нейрохімічного стану, сприятливого для виникнення свідомого сновидіння.
Термін «Lucid Dream Supplements» був вперше вжитий дослідником Скотом Страйдом, який разом з невеликою групою науковців працював над оптимізацією LDS методу. Згідно з дослідженнями, регулюючи рівні ацетилхоліну, серотоніну, дофаміну і норадреналіну особа може значною мірою впливати на яскравість, пам'ять, чіткість, рівень свідомості та настрій у сні, що своєю чергою істотно підвищує шанси освідомлення у REM-фазі сну.
Більшість снів, викликаних таким методом належать до свідомо розпочатих (понад 90 %), хоча це також залежить від прийнятої речовини, дозування та часу прийняття.

## Перевірка дійсності
Перевірка дійсності, також «тест реальності» (англ. Reality Test, RT) — метод, який використовується особою, щоб визначити спить вона чи ні. Ключовим для досягнення усвідомленого сновидіння є вміння визначати реальність навколишнього світу. Часом це відбувається випадково, коли в сновидінні діється щось незвичайне:
|  | Стоячи на верхівці невисокого й незвичайного горба, я оглядав рівнину, що сягала горизонту. Раптом я зрозумів, що не знаю, яка зараз пора року. Я подивився на сонце. Воно висіло майже прямо наді мною й було надзвичайно яскравим. Раптом я згадав, що зараз осінь і ще зовсім недавно сонце було значно нижче. «Якщо сонце перпендикулярне екватору, — подумав я, — то тут воно має бути видне під кутом приблизно 45 градусів. Тому якщо моя тінь не відповідає моєму зросту — значить я сплю». Я вирішив це перевірити. Тінь була на 30 сантиметрів довша. Мені прийшлось докласти значних зусиль, щоб повірити, що цей надзвичайно яскравий пейзаж і всі його особливості — лише ілюзія. — Гарольд фон Моерс-Мессмер |

Зазвичай є потреба потренуватися.
Перевірка дійсності ґрунтується на невідповідності законів світу сну та реальності. Для прикладу у сні:
- При спробі порахувати пальці на руках їх може виявитись більше чи менше 10.
- Ви можете дихати з закритим носом.[20]
- Ви можете простромити палець крізь долоню.[20]
- Подивіться на цифровий годинник, запам'ятайте час, відверніться і погляньте назад на годинник. Імовірно, що час зміниться на якийсь інший або будуть зображені дивні символи, ієрогліфи. (В цифрових годинниках, на відміну від аналогових, такі трансформації спостерігаються частіше)[21].
- При спробі вимкнути/ввімкнути світло рівень освітлення часто не змінюється, відбуваються якісь непередбачувані дії.[22]
- Відображення в дзеркалі часто є розмитим, спотвореним чи неправильним.[22]

## Подовження сну
Поширеною проблемою у свідомих снах є передчасне пробудження. Стівен Лаберж запропонував два методи для подовження тривалості свідомого сну:
- Обертання навколо свого тіла у сні.

Одна з причин ефективності даного методу полягає в тому, що інформація про рухи голови та тіла, що контролюється вестибулярною системою внутрішнього вуха через мозок тісно пов'язана із візуальною інформацією, що дає найстабільнішу картину навколишнього світу. Як уві сні, так і наяву, відчуття від обертання не розрізняються, оскільки в обох випадках ті самі системи мозку збуджуються однаковою мірою. Цікаво те, що техніка обертання, стимульована мозком, тісно пов'язаним з вестибулярною активністю, збуджує, у свою чергу, сусідні компоненти системи REM-сна. Нейрофізіологами одержані докази участі вестибулярної системи у збудженні швидких рухів очей в REM-фазі.
Іншою можливою причиною, чому обертання допомагає відтягнути пробудження, зв'язана з тим, що уявляючи будь-яке відчуття, ви зменшуєте свою чутливість до зовнішніх джерел цього відчуття. Тобто цілком поглинутому виробленням яскравого внутрішнього переживання мозку буде тяжче обробляти інформацію від зовнішніх джерел чуттів.
- Тертя рук.

Припущення Лабержа були підтверджені відповідними результатами: у 90 % випадків свідомий сон був подовжений за допомогою техніки тертя рук і в 96 % — обертанням. Лише в 33 % свідомий сон продовжувався без застосування жодних методик.

## Джерело
- Стаття про свідомий сон — Астральна Динаміка